# Haematobosca
Genre
Haematobosca est un genre d'insectes diptères de la famille des Muscidae.

## Liste d'espèces
Selon Catalogue of Life (1 mars 2013) :
- Haematobosca alcis
- Haematobosca atripalpis
- Haematobosca augustifrons
- Haematobosca aurata
- Haematobosca croceicornis
- Haematobosca hirtifrons
- Haematobosca kangwagyei
- Haematobosca latifrons
- Haematobosca praedatrix
- Haematobosca ryszardi
- Haematobosca sanguinolenta
- Haematobosca squalida
- Haematobosca stimulans
- Haematobosca uniseriata
- Haematobosca wooffi
- Haematobosca zuluensis

Selon ITIS (1 mars 2013) :
- Haematobosca alcis (Snow, 1891)

Selon NCBI (1 mars 2013) :
- Haematobosca alcis
- Haematobosca sanguinolenta
- Haematobosca stimulans